# Dallas Mavericks 2006-2007
La stagione 2006-2007 dei Dallas Mavericks fu la 27ª nella NBA per la franchigia.
I Dallas Mavericks vinsero la Southwest Division della Western Conference con un record di 67-15. Nei play-off persero al primo turno con i Golden State Warriors (4-2).

## Risultati
| Team                | W  | L  | PCT. | GB |
| ------------------- | -- | -- | ---- | -- |
| Dallas Mavericks    | 67 | 15 | 81,7 | -  |
| San Antonio Spurs   | 58 | 24 | 70,7 | 9  |
| Houston Rockets     | 52 | 30 | 63,4 | 15 |
| New Orleans Hornets | 39 | 43 | 47,6 | 28 |
| Memphis Grizzlies   | 22 | 60 | 26,8 | 45 |

## Roster
| N° | Naz.                    | Ruolo | Sportivo          | Anno | Alt. | Peso |
| -- | ----------------------- | ----- | ----------------- | ---- | ---- | ---- |
| 1  | Stati Uniti (bandiera)  | G     | Greg Buckner      | 1976 | 193  | 95   |
| 5  | Stati Uniti (bandiera)  | GA    | Josh Howard       | 1980 | 201  | 95   |
| 7  | Senegal (bandiera)      | C     | DeSagana Diop     | 1982 | 213  | 136  |
| 8  | Stati Uniti (bandiera)  | G     | Anthony Johnson   | 1974 | 191  | 86   |
| 11 | Porto Rico (bandiera)   | G     | José Barea        | 1984 | 183  | 79   |
| 13 | Stati Uniti (bandiera)  | G     | Maurice Ager      | 1984 | 196  | 92   |
| 21 | Regno Unito (bandiera)  | A     | Pops Mensah-Bonsu | 1983 | 206  | 109  |
| 25 | Stati Uniti (bandiera)  | C     | Erick Dampier     | 1975 | 211  | 120  |
| 28 | RD del Congo (bandiera) | C     | D.J. Mbenga       | 1980 | 213  | 111  |
| 31 | Stati Uniti (bandiera)  | G     | Jason Terry       | 1977 | 188  | 80   |
| 34 | Stati Uniti (bandiera)  | G     | Devin Harris      | 1983 | 191  | 84   |
| 40 | Stati Uniti (bandiera)  | GA    | Devean George     | 1977 | 203  | 91   |
| 41 | Germania (bandiera)     | A     | Dirk Nowitzki     | 1978 | 213  | 108  |
| 42 | Stati Uniti (bandiera)  | AC    | Jerry Stackhouse  | 1974 | 198  | 99   |
| 44 | Stati Uniti (bandiera)  | A     | Austin Croshere   | 1975 | 206  | 107  |
| 45 | Stati Uniti (bandiera)  | AC    | Kevin Willis      | 1962 | 213  | 100  |

## Staff tecnico
- Allenatore: Avery Johnson
- Vice-allenatori: Rolando Blackman, Del Harris, Popeye Jones, Joe Prunty, Sam Vincent
- Vice-allenatore per lo sviluppo dei giocatori: Brad Davis